# دیمیتری لوگوتتیس
دیمیتری لوگوتتیس (به انگلیسی: Dimitri Logothetis) یک نویسنده، کارگردان و تهیه‌کننده فیلم یونانی-آمریکایی است.

## گزیده آثار کارگردانی
- باهوش زیبا (۱۹۸۷)

- صخره مرگبار (۱۹۸۸)

- قهرمانی برای همیشه (۱۹۸۹)

- هواپیمای آمریکایی: عملیات جگوار (۲۰۰۳)

- آخرین فرشته (۲۰۰۵)

- بال‌های اژدها (۲۰۱۴)

- کیک‌بوکسور: انتقام جو (۲۰۱۶)

- کیک‌بوکسور: تلافی (۲۰۱۸)

- جوجیتسو (۲۰۲۰)

- گانر (۲۰۲۴)

- کیک‌بوکسور: آرماگدون (آینده)

## زندگی خصوصی
لوگوتتیس در آتن، یونان متولد شد و در شش سالگی به همراه مادرش، آنا  و پدرش یوتیمیوس، به ایالات متحده آمریکا مهاجرت کرد. پدر دیمیتری هشت سال به عنوان مکانیک در لس آنجلس کار کرد و شهروند آمریکا شد.